# 100 % chans
100 % chans är ett album från 1997 av det svenska dansbandet Mats Bergmans.

## Låtlista
1. 100 % chans
2. När alla drömmar slår in
3. Varje natt hörs klockor ringa
4. Om änglar finns
5. Ingen har dina ögon
6. Let me be there
7. Den sista dansen
8. Vet du om
9. Ge mig tid
10. Hallå hallå
11. Lycka för mig
12. In Your Arms
13. Jag ångrar mig inte en sekund